# Youssef Anouar
Youssef Anouar, né le 26 juillet 1989 à Fès, est un footballeur marocain évoluant au poste d'ailier ou de milieu offensif au MC Oujda.